# ساری‌بلاغ (شهرستان قره‌کولجه)
ساری‌بلاغ (به لاتین: Sary-Bulak) یک روستا در قرقیزستان است که در شهرستان قره‌کولجه واقع شده‌است. ساری‌بلاغ ۷۹۱ نفر جمعیت دارد.